# Іван Богун
Іва́н Богу́н (1618, Брацлав, Річ Посполита — 17 лютого 1664, Новгород-Сіверський, Лівобережжя) — видатний український військовий і державний діяч, козацький полководець часів Хмельниччини, соратник Богдана Хмельницького, полковник подільський, згодом — кальницький і паволоцький.

## Життєпис
Достеменно про походження, дату та місце народження Богуна не відомо. Його біографія до 1649 року рясніє припущеннями та версіями, жодна з яких не є безсумнівною.

### Версії про походження
За даними польського дослідника Евгена Лятача, був сином Федора (звідси інше прізвище — Федоренко або Федоровський) — дрібного шляхтича, державця містечка Бубнова, який вів досить незалежне для православного шляхтича життя, інколи роблячи «наїзди» на сусідів-поляків, одним з яких був Олександр Олекшіч. Із сином Олександра Павлом згодом листувався Іван Богун. Рід Богуна, як припускається у наукових дослідженнях, козацько-шляхетського походження, але це припущення мало обґрунтоване. Проте у книзі «Малороссійский гербовник» описано герб роду Богунів. Також вказано, що полковник мав сина Григорія та онука Леонтія. Вони були військовими товаришами.

### Молоді роки
Як і більшість шляхтичів, Іван здобув хорошу освіту. Можливо, навчався у Києво-Могилянському колегіумі, можливо у польському колегіумі, а можливо, за свідченнями О. Дмитрука, навчався у Берліні, де здобув фах інженера-фортифікатора. Прекрасний почерк Богуна, як відмічають історики, був доказом того, що той був вельми освіченою людиною. Припускається, що Іван Богун володів шістьма мовами.
Деякі джерела стверджують, що він був учасником визвольних повстань 1637—1638 років, проте сучасні дослідження спростовують цю тезу. Протягом 40-х років XVII століття Богун вів звичайне для реєстрового козака життя — робив грабіжницькі наїзди на прикордонні землі московського царату, брав участь у військових походах проти кримських татар та переймав їхні торгові обози до Московії. Імовірно перебував на королівській службі в Кодаку.
Наприкінці 1630-х — на початку 1640-х років Іван Богун одружився. Імені його дружини, на жаль, дізнатись досі не вдалось. О. Дмитрук стверджує, що у подружжя було два сини, старшого звали Тимофієм, який в подальшому був сотником у містечку Тростянець на Вінниччині. Про молодшого згадок ще менше: відомо лише те, що той був військовим товаришем та звався Григорієм.

### Хмельниччина
З початком у 1648 році Визвольної війни українського народу Богун став одним із сподвижників гетьмана Богдана Хмельницького і, згідно з «Реєстром Війська Запорізького 1649 року», значився серед козаків Чигиринського полку, в його сотні був записаний «кадровий резерв» Хмельницького як прості козаки (зокрема серед них Михайло Криса, який був серед заручників у поляків у битві під Жовтими водами). Треба додати, що народна дума згадує про нього як одного із чотирьох керівників повстання, які перед самим початком війни прибули на Низ (серед них ще Максим Кривоніс, Мартин Пушкар та Михайло Борохович). Згодом, 1650 року, за добрі організаторські здібності та військовий талант Богуна призначили кальницьким полковником.
|  | Поїхав пан Хмельницький лугом Базалугом, Оттоді-то припало йому з правої руки Чотири полковники: Первий полковник Максим Ольшанський, Другий полковник Мартин Полтавський, Третій полковник Іван Богун, А четвертий Матвій Борохович. Оттоді-то вони на славну Україну прибували, Королівські листи читали, Козакам козацькі порядки давали. |

#### Битва під Вінницею
У 1651 році Богун вів бої на Брацлавщині проти загонів М. Калиновського та С. Лянцкоронського. У боях під Вінницею в березні 1651 року Богун вперше найбільш масштабно проявив свої здібності воєначальника. Залишивши частину свого війська у місті, Богун з рештою вирушив назустріч магнатові Речі Посполитої Лянцкоронському з добірною шляхетською кіннотою. Після нетривалої сутички козаки в удаваній паніці почали відступати до укріпленого по той бік Бугу монастиря, таким чином заманивши в ході бою кінноту Речі Посполитої на Південний Буг, де крилаті гусари потрапили до завчасно підготованої пастки (козаки перед боєм прорубали в кризі ополонки, притрусивши їх сіном та прикрили снігом, щоб не було видно). Сам Лянцкоронський ледве врятувався від такої смерті.
Незабаром надійшов і гетьман Речі Посполитої Калиновський. Він обложив Вінницю та почав штурм. Проте великого успіху це не принесло. Сучасник (шляхтич Речі Посполитої) із сумом говорив про повну безпорадність і безсилля шляхетського війська перед козаками Івана Богуна: 
| «Наші оточили їхні укріплення волами і постійно вартували, але не могли відрізати їх від води; громили в обложених пушками та кидали в їх стан бомби, але бомби козаки встигали гасити і по суті ми нічого не могли їм зробити. Між тим військо, коли вибилося з сил, тоді як весь час солдати і коней не розсідлували, і самі не залишали зброї» |
|  | У Вінниці на границі, Під могилою над Бугом-рікою – Там стояв Іван Богун вільницький Під обителем-монастирем кальницьким. Під кальницькою обителлю Богун стояв, Із турками-пашами, Крулевськими ляхами, Калмицькими князями Богун воював! |

У цей час підійшли надіслані на поміч гетьманом Хмельницьким козацькі загони на чолі з уманським полковником Йосипом Глухим і полтавським — Мартином Пушкарем. Дізнавшись про підкріплення, військо Речі Посполитої в паніці відступило, залишивши весь свій обоз. Згодом, переслідуючи загони Речі Посполитої, полк Богуна брав участь у штурмі Кам'янця-Подільського (29 квітня — 1 травня 1651 року), а в середині травня його козаки оволоділи Корцем.

#### Берестецька битва

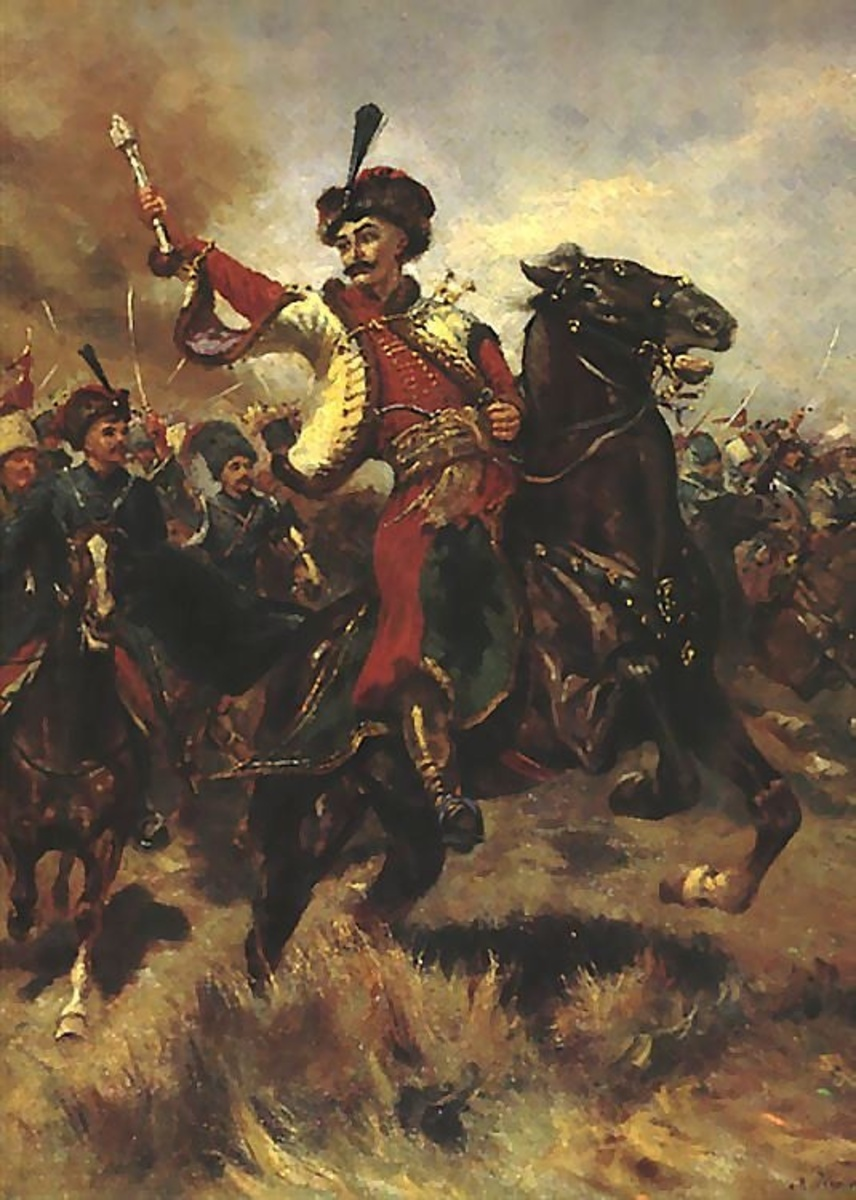
Іван Богун виводить козаків на герць

Відіграв значну роль у битві під Берестечком влітку 1651 року. З приводу цих боїв сучасник-шляхтич із сумом писав: 
| «Неприятель напав з рівною запеклістю… і цей день був для нас нещасним внаслідок загибелі багатьох знатних людей і добрих вояк». |
Але все змінилося 30 червня, коли військо Ісляма III Ґерая, під тиском військ Речі Посполитої, панічно вдалося до втечі. Керівництво перейшло до Филона Джалалія. Хмельницький, разом із писарем Іваном Виговським і чотирма охоронцями, подався за татарами, аби повернути їх назад. Проте зробити цього йому не вдалося, й він почав збирати військо до чергової сутички. Становище козацького війська, котре без татарської кінноти було вельми вразливе, стало стратегічно невигідне та містило певну небезпеку. Гетьман, за допомоги гінців, віддав наказ війську відходити на інший плацдарм. Богун, на чолі кількатисячного загону, здійснив відволікальний атакувальний маневр на розташування поляків, доки основні козацькі сили полишили табір та вдалися до відступу. У той же час зо кілька сотень козаків, фактично смертників, лишилися в таборі аби надати з'єднанню Богуна та основним силам більше часу для відступу.
|  | А хто тоді задумав переправу, Рятунок для козацтва, як Перун? Хто тут найбільшу мав в народі славу?.. Шепочуть трави, очерет — Богун… (Є. Лещук «Земля Івана Богуна») |

| «Вночі, коли табір посполитих заснув, козаки почали гатити болото. У хід пішло все, без чого можна було обійтися: вози, шатра, кожухи, міхи, попони, посуд тощо. За ніч більша частина козацького війська переправилась. А на ранок: „Від одного крику сполошився весь табір: Братці! Вже ні одного крику полковника немає в таборі! Всі повтікали!“ Наглий страх опанував юрмищами людськими, всі заметалися наосліп, кинулися притьма туди, звідки гукали їм козаки: „Сюди! Сюди!“, на греблі насунуло одразу тисячі люду, один одного спихав у багно, один поперед одного намагався вискочити на гатку, ніхто не слухав Богуна, який вмовляв з того берега триматися льоду, греблі розгрузли, знищилися, передні стали тонути, задні йшли по їхніх трупах і тонули теж» |— П. Загребельний історико-психологічний роман «Я, Богдан».
Решта сміливців, які не встигли переправитись, але й не вдалися в шаленство, хоробро прийняла бій, вважаючи, краще померти славою воїна, ніж здатися в полон. Їх нараховувалося близько трьохсот; вони подібно до спартанців Леоніда стримували натиск усієї армії Речі Посполитої, тим самим намагаючись прикрити відступ. Пропозиції короля зберегти життя з презирством відкидалися. Ці триста загинули в нерівній боротьбі зі шляхетським військом. Мужність усіх трьохсот проілюструє останній (за деякими даними, сотник Нечитайло), в якого влучило чотирнадцять куль, а він продовжував відбиватися. Коли польський король запропонував йому в дарунок життя, той відповів, що хоче вмерти в бою, як справжній козак.
 — сучасний Національний історико-меморіальний заповідник.

#### Битва під Монастирищем
Поразка Калиновського викликала велике обурення в самій Речі Посполитій. Гетьмана польного та магната Лянцкоронського звинувачували в загибелі багатьох знатних магнатів, полеглих під Вінницею.

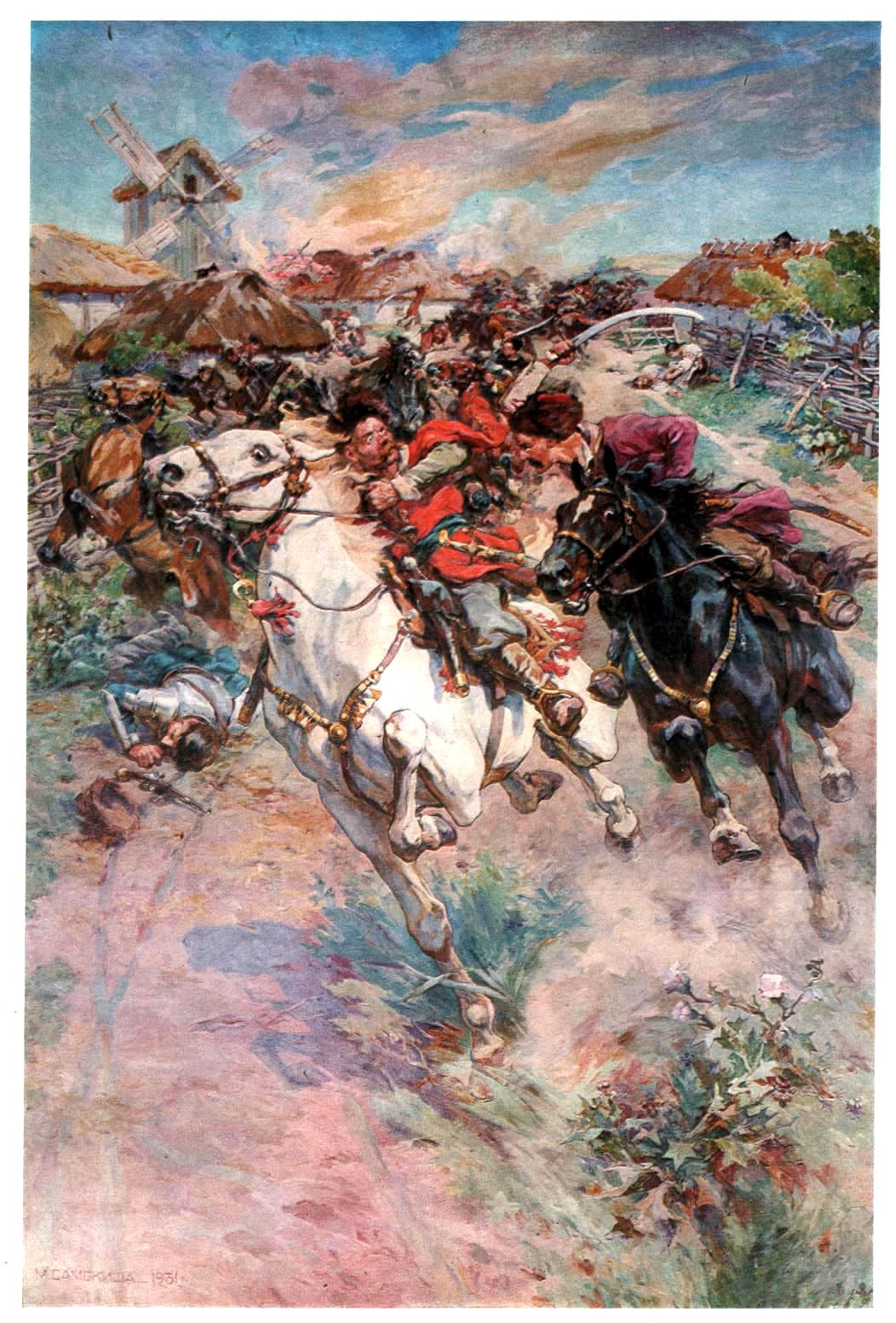
Бій Богуна з Чернецьким під Монастирищем у 1653 (Микола Самокиш)

У 1653 році Річ Посполита продовжила реакційну боротьбу проти українців. У березні 1653 року загони Богуна виступили проти армії Стефана Чарнецького, який, захопивши Липовець, Погребище та інші міста, рухався вглиб України. Маючи значно менші військові сили, вінницький полковник відступає углиб Брацлавщини під Монастирище. 21 березня поляки обложили місто і почали штурм, проте захопити його вони не спромоглися. На другий день Чернецький зробив відчайдушну спробу взяти його, але при цьому сам дістає тяжке поранення. Богун, скориставшись ситуацією, непомітно вивів частину козаків з міста; половині наказав переодягнутися в татарський одяг і наступати, а сам з іншою половиною вдарив у тил ворога. Поляки, впевнені, що надійшло підкріплення, починали в паніці тікати. Про цю поразку один з літописців написав, що військо Речі Посполитої тут «велику шкоду і сором свій побачило і пізнало».
Ось як пишуть про це учасники тієї битви — шляхтичі Речі Посполитої В. Каховський та Твардовський: 
| «Військо вдерлось в міські пригороди, уже захопили фортечний вал, уже сотник Дрозденко був убитий, уже повидирали кілля (частокіл валу) всі сподівались, що місто ось-ось буде захоплено…» | Твардовський також пригадав, що після появи Івана Богуна з козаками в тилу, які були переодягнені в вивернуті вовною наверх кожухи (подібно до татар) та кричали по-татарськи: 
| «Наші, як ошпарені, кинулися тікати, залишили не тільки місто з усією здобиччю, але навіть свій обоз, поранених і хворих, так що за цю ніч сім миль пробігли». | С. Величко сповіщав, що поляки панічно втекли в сторону козацького сотенного містечка Цибулів і озвучив втрати поляків 6 тисяч убитими, та обоз. Тоді на допомогу Івану Богуну спішив сам Богдан Хмельницький, проте запізнився. Гора, на якій стояло козацьке військо поруч із Монастирищенською фортецею, донині називається Кошовою. Тобто горою, де розміщувався козацький кіш (табір).

#### Молдовський похід та Жванецька облога

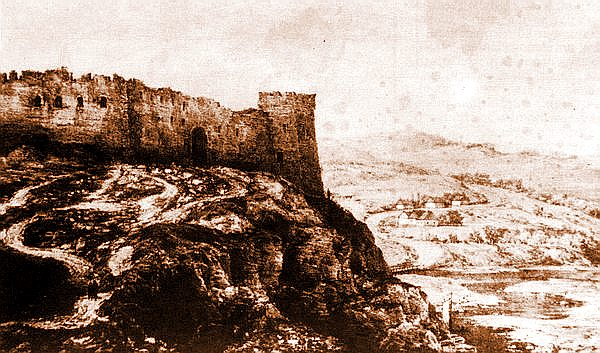
Жванецький замок

Цього ж 1653 року Богун разом із Тимошем Хмельницьким водив козацькі полки в похід на Молдавське князівство, де було розгромлено армію Георгіци та його союзників. Після загибелі в Сучаві Тимоша (5 листопада 1653 року), Богун повернувся з військом в Україну.
У битві під Жванцем Богдан Хмельницький оточив військо Яна Казимира, що не полишав сподівання підкорити українські землі. У цей вирішальний момент кримський хан зрадив козаків і вступив в договір з польським королем, тим самим врятувавши його. Відносини між Гетьманщиною і Річчю Посполитою починали регулюватися згідно зі Зборівським договором 1649 р. За це король дозволив татарам під час повернення до Криму грабувати та брати у полон українське населення. Богун отримав наказ не допустити цього і покарати зрадників. Літописець Величко описує, як вінницький полковник на чолі десятитисячного козацького війська розгромив татар, які розділилися невеликими загонами для взяття ясиру. Їх втрати становили близько 8 тисяч воїнів, 2 тисячі було взято у полон.
Наприкінці 1653 року та протягом 1654—1655 років кальницький полковник практично безперервно вів бойові дії проти коронної армії та татарських загонів на Брацлавщині та Уманщині.

#### Битва під Охматовом
1655 року Богун вписав ще одну героїчну сторінку в історії визвольної війни, керуючи обороною Умані, яку не вдалось взяти полякам. Він так укріпив цю фортецю (місто було оточене високими валами і глибокими ровами, і щоб вали були неприступними, Богун звелів облити їх водою, перетворивши на слизькі крижані гори), що воєначальники Речі Посполитої порівнювали її з голландською Бредою, що вважалася зразком військово-інженерної майстерності.
У 1655 році Річ Посполита робить ще одну спробу оволодіти українськими землями. Військо Речі Посполитої оточило Богуна в містечку Охматів та кинулося навперейми Хмельницькому та полкові московитів, яким командував воєвода Шереметєв. Перевага була на боці поляків — вони відтіснили українців і московитів від Охматова, проте ті, оговтавшись, почали відновлювати втрачені позиції. Ось так, з перемінним успіхом тривала битва.
А доля цієї битви вкотре вирішилась Богуном. Знаний майстер прориву, він зумів вийти з облоги. А на ранок поляки, що рушили на Хмельницького, з подивом зауважили: його військо побільшало і завзято гріється, ладнаючи бруствери із замерзлих на полі бою. А щодо ідеї спорудження на «дрижиполі» такого валу, то Іван Богун загадав свій досвід оборони Умані. Здолати цього валу поляки так і не змогли. Тому армії відступили, не зазнавши ні поразки, ні перемоги.

### Подальше життя
У політичному спектрі української козацької держави Іван Богун досить рішуче виступив проти укладення Богданом Хмельницьким Білоцерківського договору (28 жовтня 1651 року), засуджуючи при цьому політику поступок Речі Посполитій і зменшення козацького реєстру. У 1654 році Богун був у числі противників курсу Хмельницького на союз із Московським царством. Він, разом з Іваном Сірком, Петром Дорошенком та іншими, виступав проти підписання Переяславської угоди, й, не склавши присяги московському цареві, згодом очолив антимосковську старшинську опозицію.

Щоб зрозуміти причини негативного ставлення І. Богуна до Московського Царства (Московії), варто ознайомитися з промовою І. Богуна, виголошеною на нараді у Чигирині у 1650 році. У третій частині «Історії Русів» (історична хроніка початку 18 століття) наведено цю промову:
«У народі Московському владарює найнеключиміше рабство і невільництво у найвищій мірі, у них, окрім Божого та Царського, нічого власного нема і бути не може, і людей, на їх думку, створено нібито для того, щоб у ньому не мати нічого, а тільки рабствувати. Самі вельможі та бояри московські титулуються звичайно рабами царськими і в просьбах своїх завжди пишуть вони, що б'ють йому чолом; стосовно ж посполитого народу, то всі вони вважаються кріпаками, начебто не від одного народу походять, а накуплені з бранців та невільників; і тії кріпаки або за їх назвою крестьяни обох статей, себто чоловіки та жінки з їхніми дітьми, за невідомими у світі правами та привласненнями продаються на торжищах і в житлах од власників і господарів своїх нарівні з худобою, а незрідка і на собак вимінюються, і продавані при тому мусять бути ще зумисне веселими і виказуватися своїм голосом, добротою і знаннями будь-якого ремесла, щоб через те скоріше їх купили і дорожче заплатили. Словом сказати, з'єднатися з таким неключимим народом є те саме, що кинутися з вогню в полум'я».
У грудні 1656 року Богун, як один із керівників козацького корпусу під командою наказного гетьмана Антона Ждановича, вирушив у похід проти військ Речі Посполитої. Українські війська разом із союзними арміями Семиграддя та Швеції протягом першої половини 1657 року пройшли Західною Україною та Річчю Посполитою, здобувши при цьому Краків, Берестя та Варшаву, але в кінцевому рахунку соромно, без наказу, змушені були відступити в Україну влітку 1657 року. Хмельницький збирався скарати на горло всіх очільників-дезертирів, проте через упокоєння не встиг те реалізувати. Регент Виговський те їм вибачив, що зумовило надалі його підтримку Ждановичем та Богуном.
Після смерті Б. Хмельницького (27 липня 1657 року) Іван Богун певний час підтримував курс Івана Виговського та Юрія Хмельницького на унезалежнення від Москви української зовнішньої та внутрішньої політики, але й крен в інший бік вказаних гетьманів — на зближення з Річчю Посполитою чи Османською імперією теж викликав спротив кальницького полковника. Зокрема, Богун відмовився підписувати укладений Виговським Гадяцький договір (6 вересня 1658 року) і разом з І. Сірком очолив народне повстання, метою якого було усунення гетьмана від влади. Зазнавши поразки, Виговський попросив допомоги в Османській імперії та васально залежного від неї Кримського ханства. Але Івану Богуну та Сіркові вдалося завдати поразки кримським татарам і прогнати Виговського з країни, а до влади прийшов Юрій Хмельницький. Також кальницький полковник виступив проти укладених Ю. Хмельницьким Переяславських статтей, що їх нав'язувала Московія, та Слободищенського трактату (1660), продиктованого Річчю Посполитою. Брав участь у бойових діях військ Хмельницького проти росіян весною 1662 року, проте зазнав поразки.

### Смерть
Наприкінці 1662 року Богун був заарештований поляками. Проте невдовзі його врятував Павло Тетеря, який просив польського короля відпустити славетного полковника. Ян Казимир погодився в обмін на обіцянку останнього брати участь у поході на Лівобережжя, який мав на меті об'єднати обидва береги під владою Тетері.
З перших днів походу Богун намагався завдати шкоди полякам і зірвати їхні плани. Лівобережні міста охоче здавалися Богуну і завдяки цьому не були зруйновані. Не маючи достатньо сил, поляки не залишали в містах свої гарнізони, і коли коронні війська в січні 1664 року обложили Глухів — останнє місто перед московським кордоном — то на всій «підкореній території» спалахнуло повстання. Під час облоги Глухова Іван Богун діяв безстрашно. Як члену військової ради, йому були відомі всі задуми поляків. Пізніше польський хроніст Іоаким Єрлич з люттю писав, що Богун повідомляв захисникам Глухова про час штурму, показував найзручніші місця для вилазок, передавав порох тощо. Облога Глухова, хоча й тривала (майже місяць), не зломила захисників. За цей час Лівобережний гетьман Іван Брюховецький встиг зібрати військо і разом з військом царського воєводи Григорія Ромодановського наблизитися до позицій поляків. У Богуна виник новий задум: він домовився з Ромодановським, що під час битви з польським військом він вдарить зі своїми козаками в тил полякам.

Під Глуховом Ян Казимир дізнався про таємні зв'язки Богуна з Брюховецьким і Ромодановським. Король у своєму листі до дружини писав, що йому повідомив про зраду Богуна Козацький старшина.

«Польовий військовий суд, що відбувся у Новгороді-Сіверському, виніс ухвалу про смертне покарання. Іван Богун разом із кількома його прихильниками було розстріляно» — пише М. Костомаров.

Про причини та обставини смерті Івана Богуна знала лише верхівка польського керівництва. Тому досі достеменно невідомо, як загинув Іван Богун. У літописах Єрлича та польських щоденниках, опублікованих наприкінці ХІХ століття, є лише натяки про причини смерті Богуна. Знаючи його характер, можна лише припустити, що під час арешту на засіданні ради він міг чинити серйозний опір та його вбили самі члени ради. Імовірно, його усунули у містечку Комань.

## Оцінки
- Олена Теліга «Сила через Радість»

(Відчит, виголошений в Українській Студентській Громаді в Варшаві, 15 червня 1937 р. (фрагмент))
|  | Кожний, хто читав трилогію Сенкевича, був на довгий час полонений Богуном. „Бути таким, як він!” Про це мріяли сотні юнаків, із захопленням вдивляючись у пориваючу постать, яку навіть перо чужинця не хотіло викривати. „Хай будуть такими, як він!” — проносилося в думках не однієї дівчини. Богун є непереможно захоплюючий своєю яскравою фантазією, нестримною сміливістю і безоглядністю в бою, і таким лицарським відношенням до жінки, якого мусів вчитися у нього не один з висококультурних українців нашого віку, що вважає чемність до жінки за прикмету слабості, негідну мужчини. Богун був тим героєм, якого неспокійний дух живе і досі і пекучим вогнем вривається в душу молоді. Він був найяскравішим представником типу тогочасних українців, що зі сміхом зустрічали небезпеку, не розв'язували вузли, а розрубували їх, не жебрали, а здобували, що вважали потрібним здобути. Безперечно, той тип міг мати тисячі вад, що їх не має пересічна людина, може, бракувало багато чеснот, але він — і йому подібні — дали нам ту гостру емоцію, яку відчуваємо, читаючи вищезгаданого автора, як ціла будова світу, з яким вони боролися, в крові й болоті лежала біля їхніх ніг… |

- Цитата з книги О. Апанович «Україно-Російський договір 1654 року. Міфи і реальність»[12].

|  | Категорично не прийняв ідею Переяславської ради полковник Іван Богун, якого вважали після Богдана Хмельницького козацьким стратегом номер один. Як писав до польського короля коронний обозний Анджей Потоцький, Іван Богун з тих козаків, для яких „найвища державна рація — щоб не бути ні під вашою, королівською, милістю, ні під царем“. |

## Вшанування пам'яті

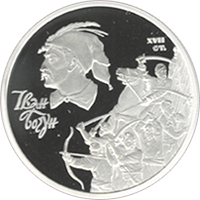
Пам'ятна монета «Іван Богун» номіналом 10 гривень випущена в обіг 6 вересня 2007 року. Реверс.

Поштовий блок «Козацька Україна»: Іван Богун, Іван Ґонта, Іван Підкова, Іван Сірко

У багатьох населених пунктах України є вулиці, названі на честь Івана Богуна:
- вулиця Івана Богуна в Бердянську.
- вулиця Івана Богуна в Броварах.
- вулиця Івана Богуна у Вінниці.
- вулиця Івана Богуна в Дубно.
- вулиця Івана Богуна в Запоріжжі.
- вулиця Івана Богуна в Києві.
- вулиця Івана Богуна в Кропивницькому.
- вулиця Івана Богуна у Львові.
- вулиця Івана Богуна в Мелітополі.
- вулиця Івана Богуна в Нікополі.
- вулиця Івана Богуна в Рівному.
- вулиця Івана Богуна в Херсоні.
- вулиця Івана Богуна в Хмельницькому.
- вулиця Івана Богуна в Ходорові.
- вулиця Івана Богуна в Чернігові.
- вулиця Богуна в Дніпрі.
- вулиця Богуна в Полтаві.
- вулиця Богунська в Києві.
- проїзд Івана Богуна в Житомирі.
- провулок Богуна в Черкасах.
- Богунський район у Житомирі.

Пам'ятники Івану Богуну знаходяться у:
- с. Смолява (Луцький район, Волинська область.)
- Вінниці (вул. Козицького)
- Жовтих Водах (Парк Слави)
- Боярці (вул. Хрещатик, на території військового ліцею ім. І. Богуна)
- Чигирині (Богданова гора)
- Монастирище
- Строганівка (Приазовський район, Запорізька область)

Інше:
- На честь Івана Богуна була названа Перша Окрема Бригада Спеціального Призначення імені Івана Богуна на початку повномаштабного вторгнення росії.
- На честь Івана Богуна названо 14-ту бригаду оперативного призначення імені Івана Богуна Національної гвардії України.
- Київський військовий ліцей імені Івана Богуна.

## У мистецтві

### Кіно
- Берестечко. Битва за Україну (частина 1)
- Берестечко. Битва за Україну (частина 2)
- Гетьман (2015) — фільм режисера Валерія Ямбурського[14]
- Вогнем i мечем (1999) — фільм режисера Єжи Гофмана

### Музика
- LATEXFAUNA — BOHUN (2022, музична композиція)

## Галерея

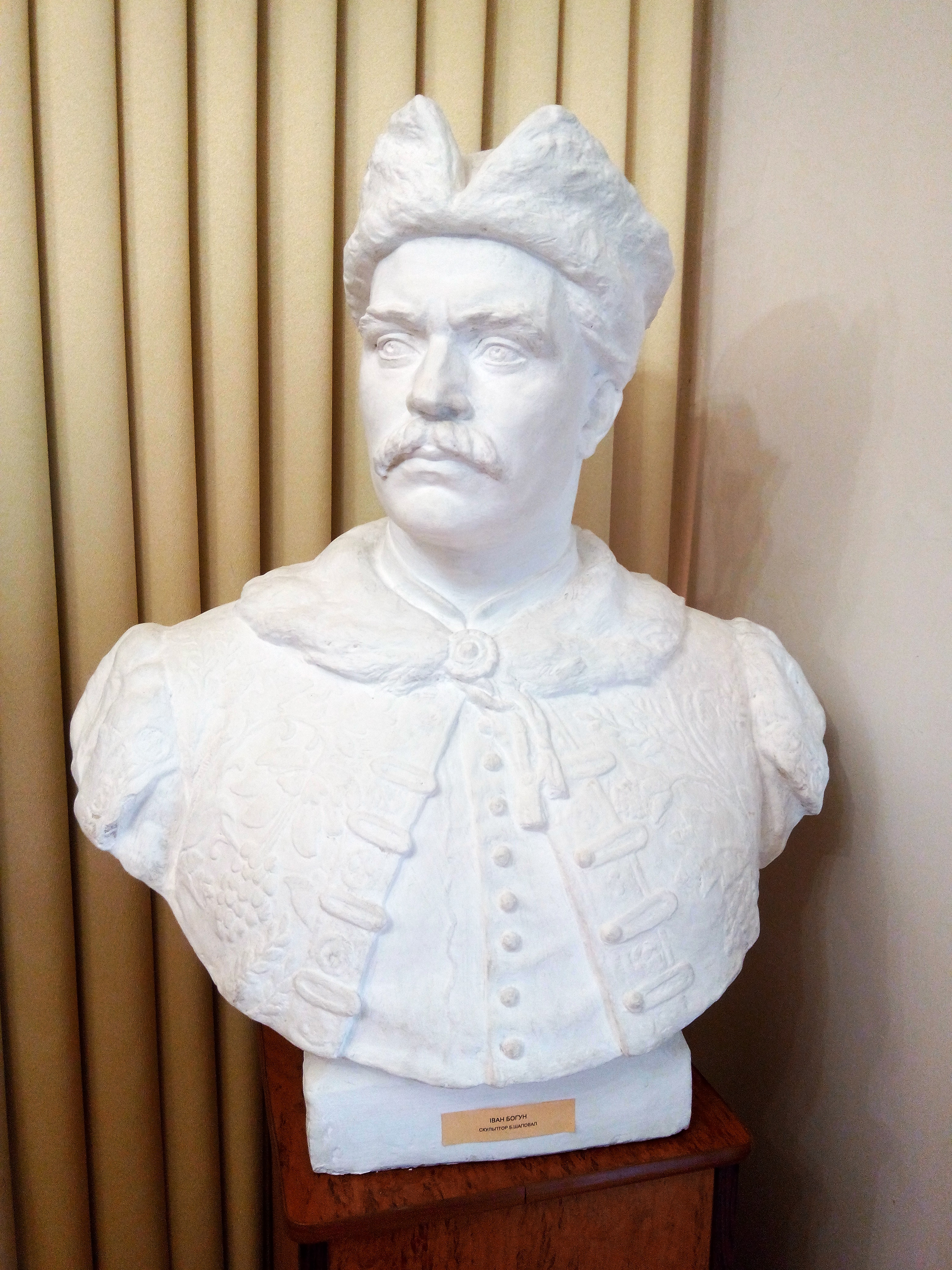
Погруддя Івана Богуна. Скульптор Б. Шаповал. Музей «Заповіту» Т. Г. Шевченка в Переяславі
Погруддя Івана Богуна. Київський військовий ліцей
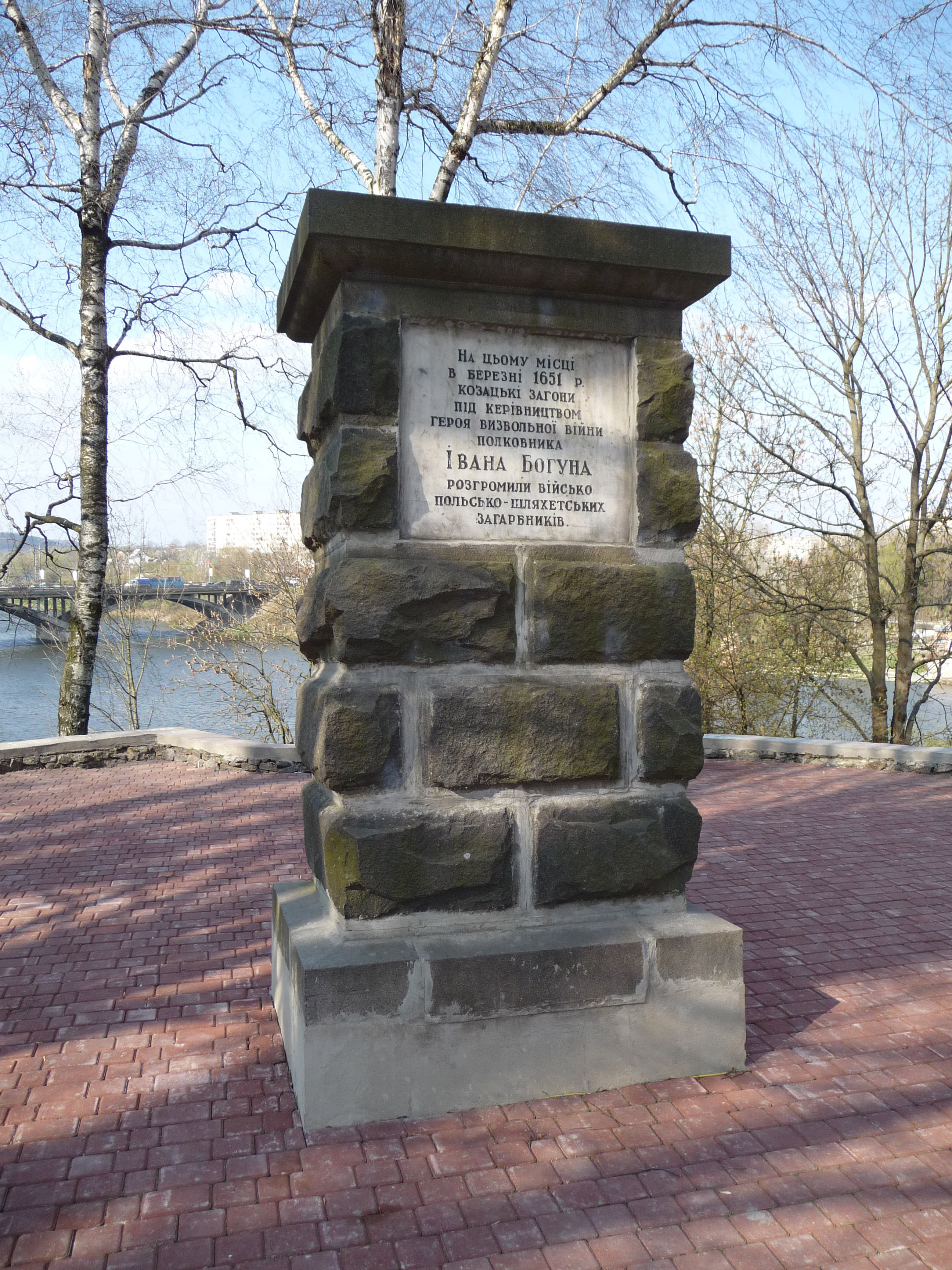
Пам'ятник Івану Богуну у Вінниці
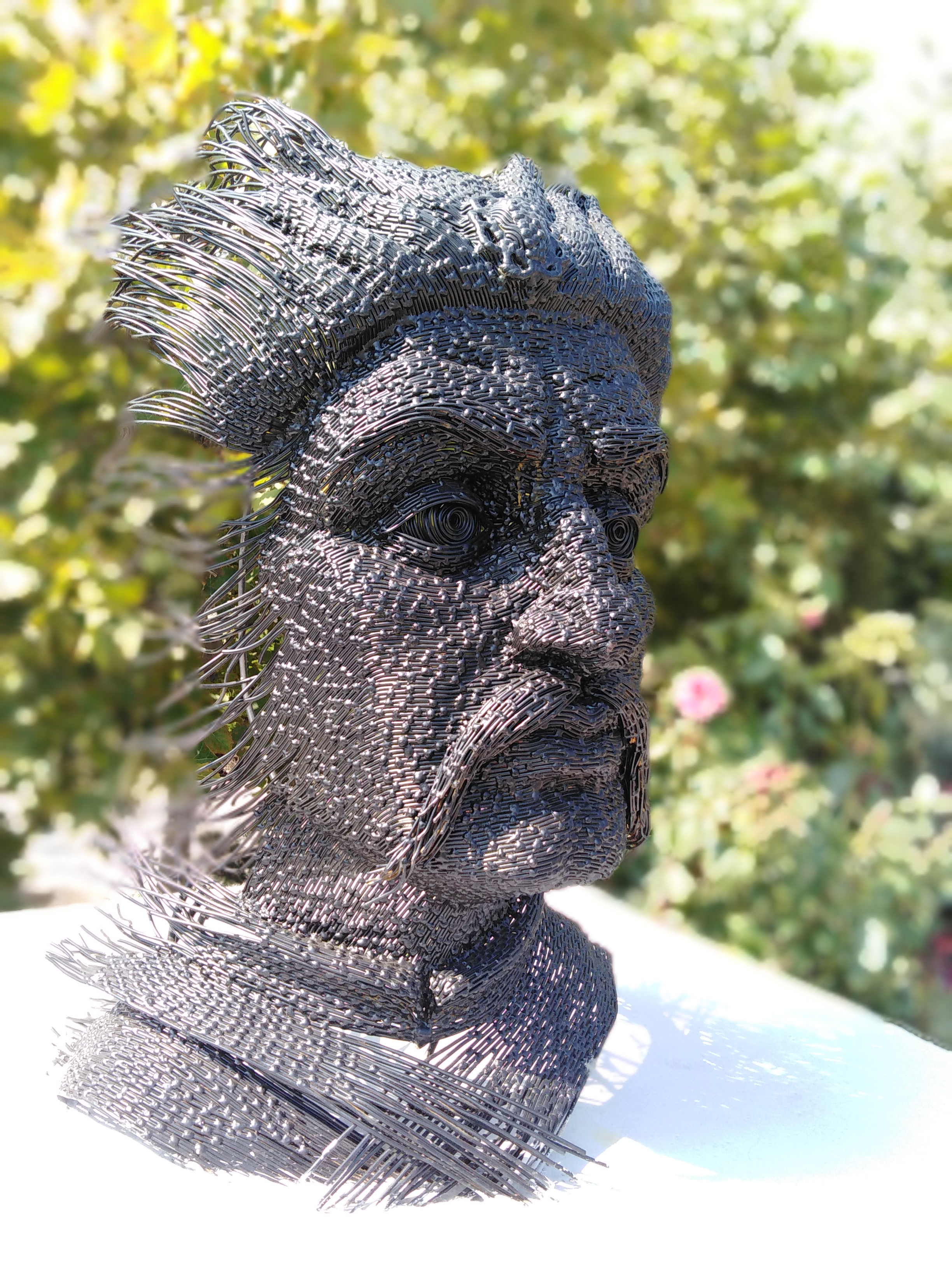
Погруддя Івана Богуна в селі Строганівка
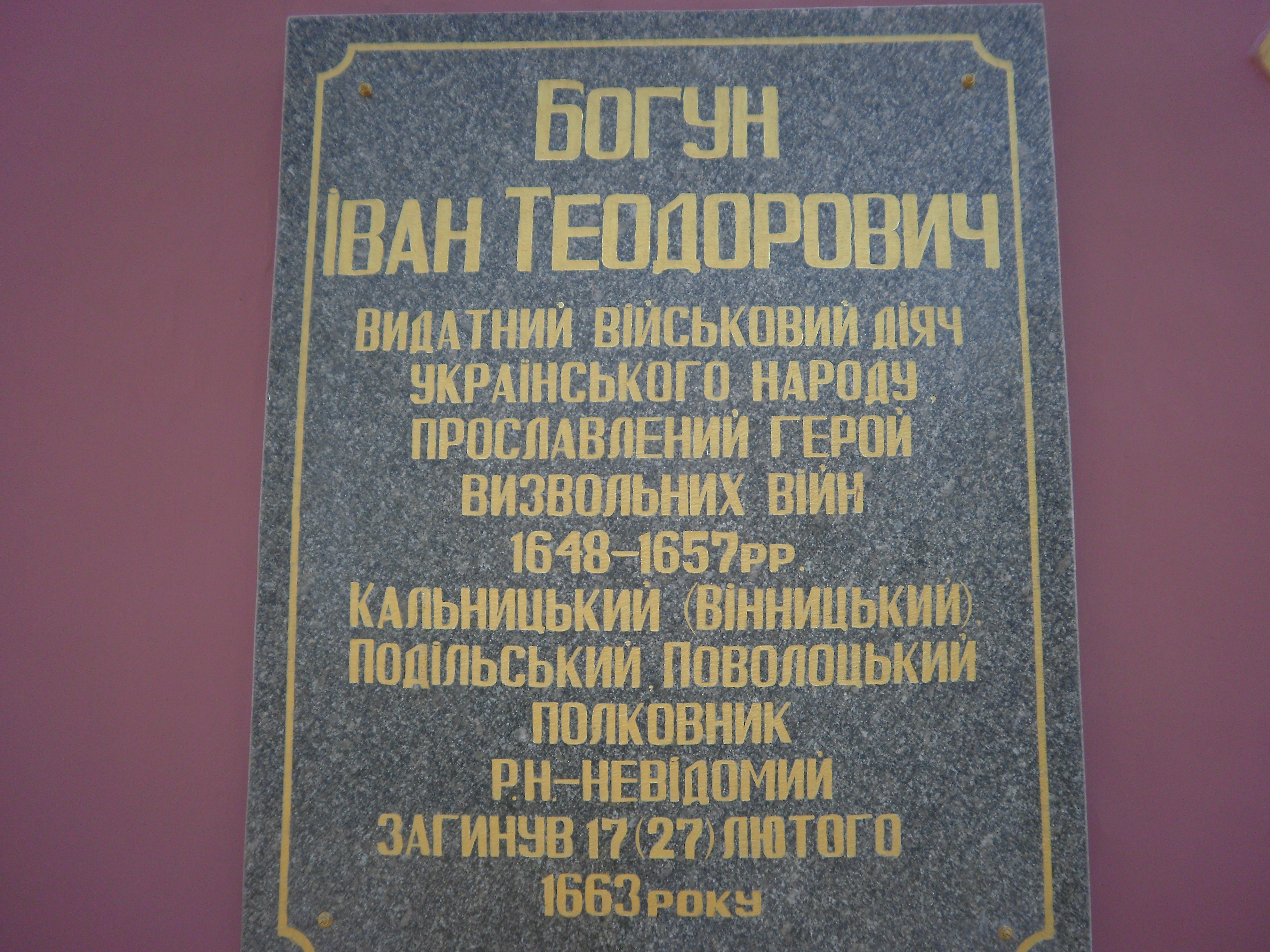
Меморіальна дошка на честь Богуна Івана Теодоровича, встановлена на фасаді Київського військового ліцею
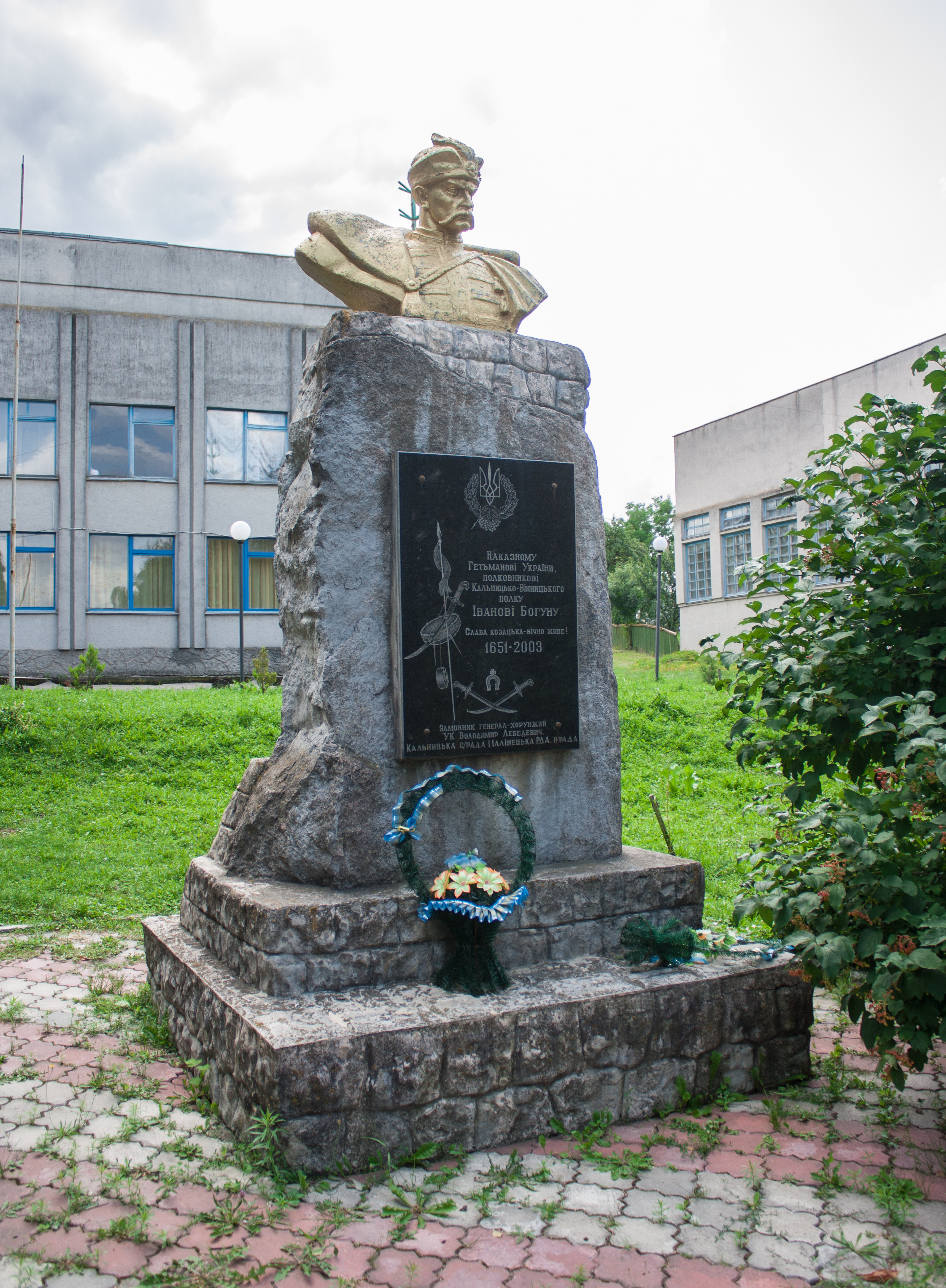
Погруддя Івану Богуну в Кальнику
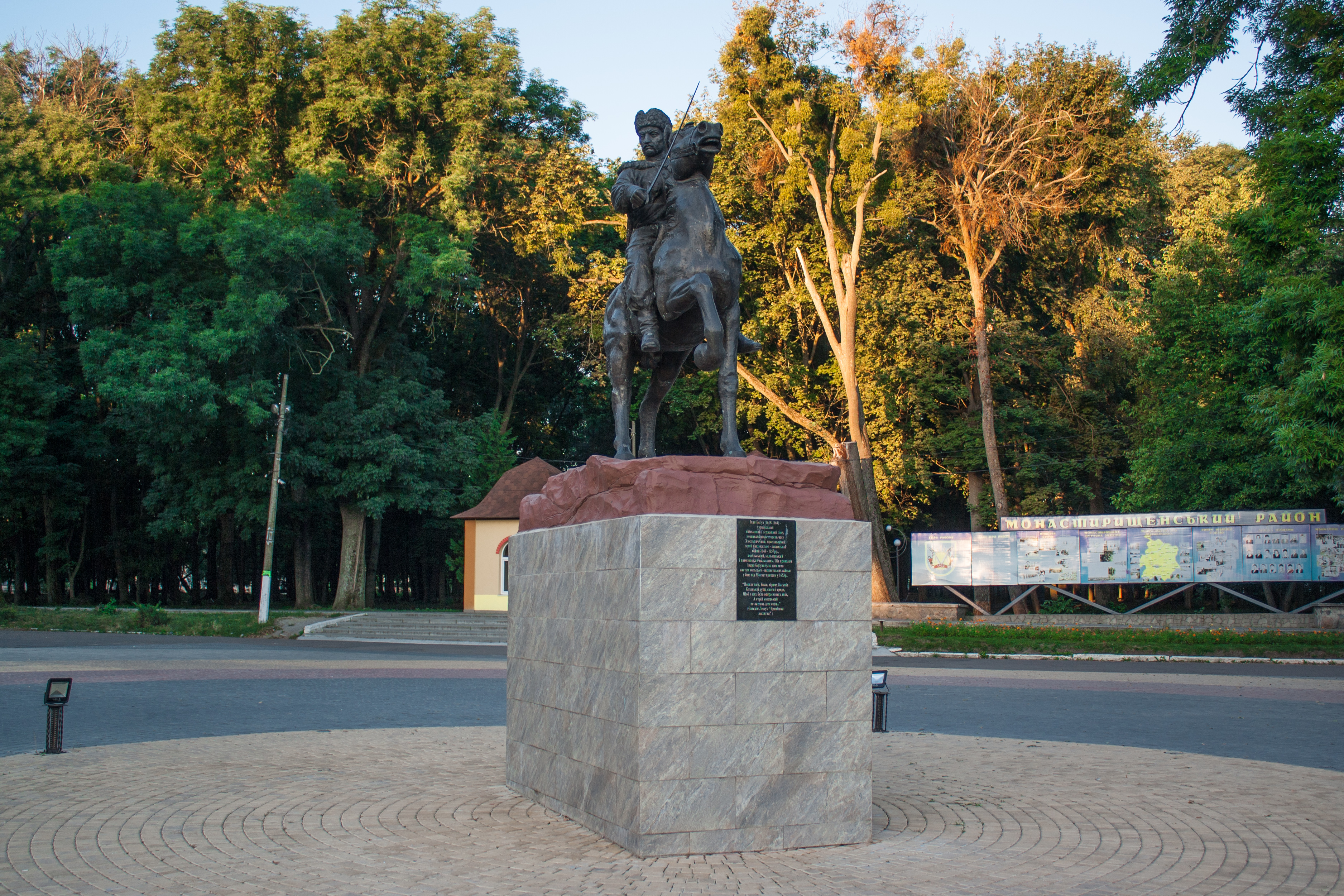
Пам'ятник Івану Богуну в Монастирищі